# Списък на калифорнийски щатски пътища
По-долу следва списък на калифорнийски щатски пътища, включващ щатски магистрали, основни междущатски магистрали и второстепенни магистрали. Калифорнийското законодателство не прави разлика между щатски пътища, междущатски пътища и магистрали на Съединените щати, така че някои шосета могат да попадат под няколко категории пътища.
Пътните знаци на всички калифорнийски щатски пътища имат формата на лопата в чест на Калифорнийската златна треска.

## Списък на щатски пътища, предишни и настоящи, 0-905

### Калифорнийски щатски пътища 0-99
|  | Калифорнийски щатски път 1  | Живописен път по крайбрежието на Калифорния.                           |
|  | Калифорнийски щатски път 82 | Ел Камино Реал на Полуострова до центъра на Сан Хосе.                  |
|  | Калифорнийски щатски път 92 | Автострада „Артър Йънгър“ в окръг Сан Матео и Моста Сан Матео-Хейуърд. |